# 突盔形兜
突盔形兜（とっぱいなりかぶと）とは、室町時代末期頃に発生した頂部が尖った兜。筋兜を簡略するかたちで変化したもの。
椎実形、柿実形、錐形、筆頭形等の鉢頂部が尖った形の兜を総称して突盔形ともいう。